# Ammarnäs
Ammarnäs est une localité suédoise de 95 habitants (en 2005), situé dans la commune de Sorsele, dans le  comté de Västerbotten en  Laponie suédoise. Elle est située à l'embouchure des rivières Vindelälven et Tjulån dans le lac Gautsträsket, dans une vallée des Alpes scandinaves. Le village constitue une porte d'entrée pour la réserve naturelle de Vindelfjällen, et est situé sur le sentier de randonnée Kungsleden. Parmi les curiosités d'Ammarnäs, on peut citer Potatisbacken (littéralement la colline des pommes de terre), une moraine dont le versant sud est utilisé depuis longtemps pour cultiver des pommes de terre car il offre les conditions idéales.

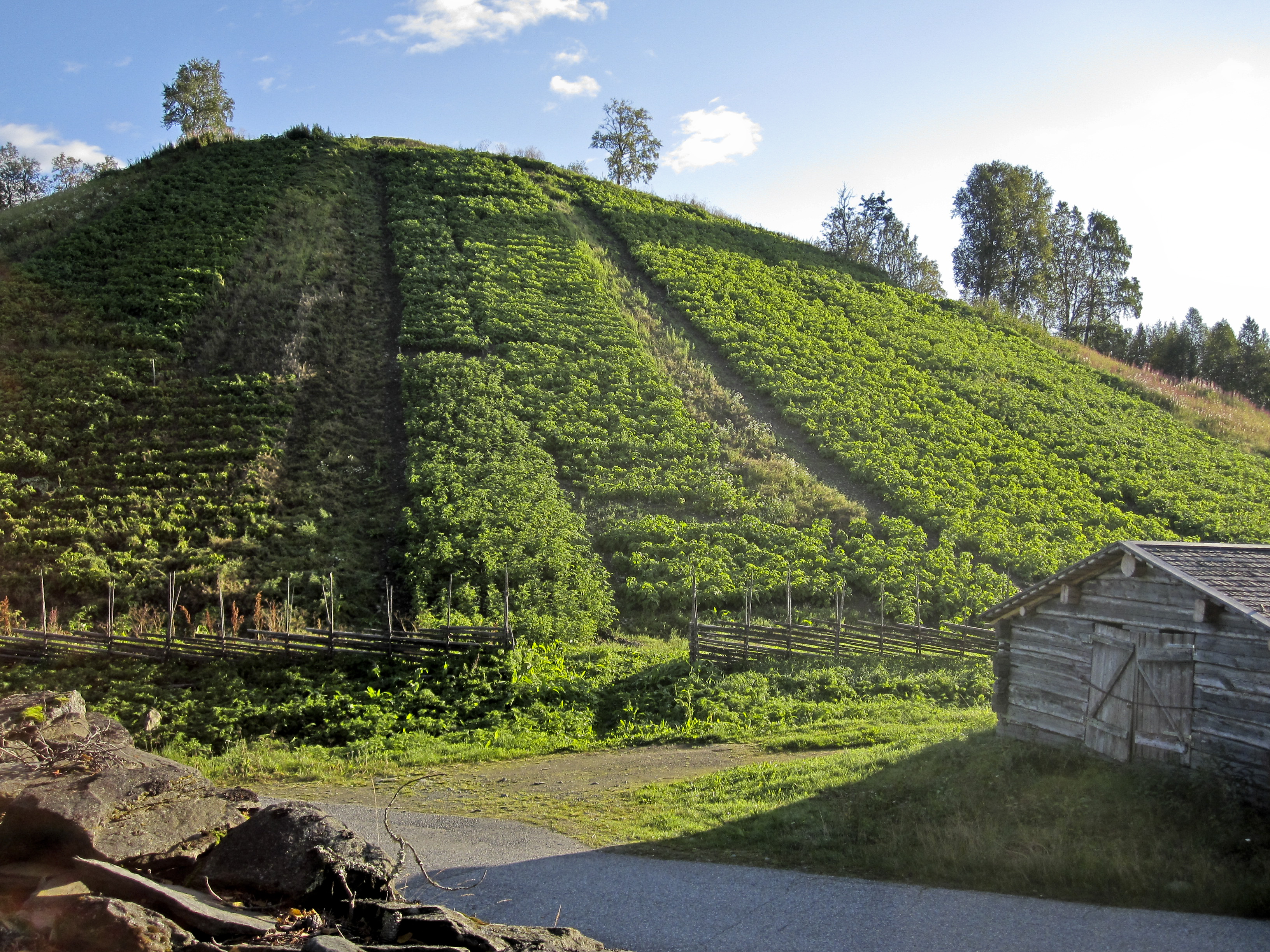
Potatisbacken